# 八頭町
八頭町（やずちょう）は、鳥取県の東部に位置する町である。扇ノ山など1,000メートルを超える山々に囲まれた中山間地域にある。八頭郡に属し、面積は県内19自治体中第6位となっている。

## 地理
鳥取県の東部に位置する。
- 山：扇ノ山(1,309.9m)、広留野高原
- 河川：八東川、私都川（きさいちがわ）

### 隣接している自治体
- 鳥取県
  - 鳥取市
  - 八頭郡若桜町、智頭町

## 歴史
- 2005年（平成17年）3月31日 - 郡家町・船岡町・八東町が合併して発足[2]。

## 行政

### 町長
現職町長
- 町長：吉田英人（任期：令和4年4月24日～令和8年5月17日）
- 副町長：岩見一郎（任期：～令和8年7月31日）[3]

歴代町長
| 歴代 | 氏名     | 在任期間                                             | 備考 |
| ---- | -------- | ---------------------------------------------------- | ---- |
| 1    | 平木誠   | 2005年（平成17年）4月24日～2013年（平成25年）4月23日 |      |
| 2    | 井山愛治 | 2013年（平成25年）4月24日～2014年（平成26年）4月23日 |      |
| 3    | 吉田英人 | 2014年（平成26年）5月18日～ 現職                     |      |

出典:八頭町町勢要覧
合併後50日以内に行われる選挙で新町長が決まるまでの間、八頭町長の職務は前八東町長の竹内弘人が執行した。

### 町議会
定数：14名
任期：2021年（令和3年）4月24日～2026年（令和7年）4月23日
現職議長
- 議長：尾島勲（おしま いさお）
- 副議長：奥田のぶよ（おくだ のぶよ）

歴代議長
| 歴代 | 氏名       | 在任期間                         | 備考 |
| ---- | ---------- | -------------------------------- | ---- |
| 1    | 松田秋夫   | 平成17年4月27日～平成21年4月23日 |      |
| 2    | 森山大四郎 | 平成21年4月27日～平成25年4月23日 |      |
| 3    | 岡嶋正広   | 平成25年4月30日～平成26年4月18日 |      |
| 4    | 河村久雄   | 平成26年4月18日～平成27年4月30日 |      |
| 5    | 谷本正敏   | 平成27年4月30日～令和3年4月23日  |      |
| 6    | 前田幸己   | 令和3年4月28日～                 |      |
| 7    | 尾島勲     | 令和                             |      |

出典:八頭町町勢要覧
歴代副議長
| 歴代 | 氏名       | 在任期間                         | 備考 |
| ---- | ---------- | -------------------------------- | ---- |
| 1    | 小林久幸   | 平成17年4月27日～平成21年4月23日 |      |
| 2    | 山本弘敏   | 平成21年4月27日～平成23年4月27日 |      |
| 3    | 西尾節子   | 平成23年4月27日～平成25年4月23日 |      |
| 4    | 谷本正敏   | 平成25年4月30日～平成27年4月30日 |      |
| 5    | 榮田秀之   | 平成27年4月30日～平成29年4月23日 |      |
| 6    | 尾島勲     | 平成29年4月27日～平成31年4月23日 |      |
| 7    | 榮田秀之   | 平成31年4月26日～令和3年4月23日  |      |
| 8    | 奥田のぶよ | 令和3年4月28日～                 |      |

出典:八頭町町勢要覧

## 行政機関

### 警察

郡家警察署

- 郡家警察署
  - 稲荷警察官駐在所
  - 殿警察官駐在所
  - 船岡警察官駐在所
  - 南警察官駐在所

### 消防
- 八頭消防署 - 鳥取市河原町に所在
  - 若桜出張所 - 若桜町に所在

## 経済

### 産業
- 産業人口
  - 第1次産業 4,150人 (20.6%)
  - 第2次産業 6,930人 (34.4%)
  - 第3次産業 9,065人 (45%)

## 姉妹都市

### 海外
- 横城郡（大韓民国 江原特別自治道）
  - 1997年友好交流協定締結（旧八東町）。
- 大安市（中華人民共和国 吉林省）
  - 1996年友好交流協定締結（旧船岡町）。

## 地域

### 人口
| |                                        |  |
| 八頭町と全国の年齢別人口分布（2005年） | 八頭町の年齢・男女別人口分布（2005年） |  |
| ■紫色 ― 八頭町 ■緑色 ― 日本全国 | ■青色 ― 男性 ■赤色 ― 女性              |  |
| 八頭町（に相当する地域）の人口の推移 \| 1970年（昭和45年） \| 22,142人 \| \| \| 1975年（昭和50年） \| 21,161人 \| \| \| 1980年（昭和55年） \| 21,303人 \| \| \| 1985年（昭和60年） \| 21,560人 \| \| \| 1990年（平成2年） \| 21,091人 \| \| \| 1995年（平成7年） \| 20,806人 \| \| \| 2000年（平成12年） \| 20,245人 \| \| \| 2005年（平成17年） \| 19,434人 \| \| \| 2010年（平成22年） \| 18,427人 \| \| \| 2015年（平成27年） \| 16,985人 \| \| \| 2020年（令和2年） \| 15,937人 \| \| |                                        |  |
| 総務省統計局 国勢調査より |                                        |  |
| 1970年（昭和45年） | 22,142人                               |  |
| 1975年（昭和50年） | 21,161人                               |  |
| 1980年（昭和55年） | 21,303人                               |  |
| 1985年（昭和60年） | 21,560人                               |  |
| 1990年（平成2年） | 21,091人                               |  |
| 1995年（平成7年） | 20,806人                               |  |
| 2000年（平成12年） | 20,245人                               |  |
| 2005年（平成17年） | 19,434人                               |  |
| 2010年（平成22年） | 18,427人                               |  |
| 2015年（平成27年） | 16,985人                               |  |
| 2020年（令和2年） | 15,937人                               |  |

### 住所表記
2005年3月31日の合併により、八頭町が発足した。このため、住所表記が以下の通り変更された。また、大字は表示しない。
- 「八頭郡××町△△」→「八頭郡八頭町△△」とする（ただし「大字」は付けない）。

-例-
- 鳥取県八頭郡郡家町大字△△ → 鳥取県八頭郡八頭町△△
- 鳥取県八頭郡船岡町大字△△ → 鳥取県八頭郡八頭町△△
- 鳥取県八頭郡八東町大字△△ → 鳥取県八頭郡八頭町△△

-例外-
- 鳥取県八頭郡郡家町大字郡家 → 鳥取県八頭郡八頭町郡家
- 鳥取県八頭郡郡家町大字殿 → 鳥取県八頭郡八頭町郡家殿
- 鳥取県八頭郡船岡町大字郡家 → 鳥取県八頭郡八頭町隼郡家
- 鳥取県八頭郡船岡町大字殿 → 鳥取県八頭郡八頭町船岡殿

### 教育

#### 高等学校

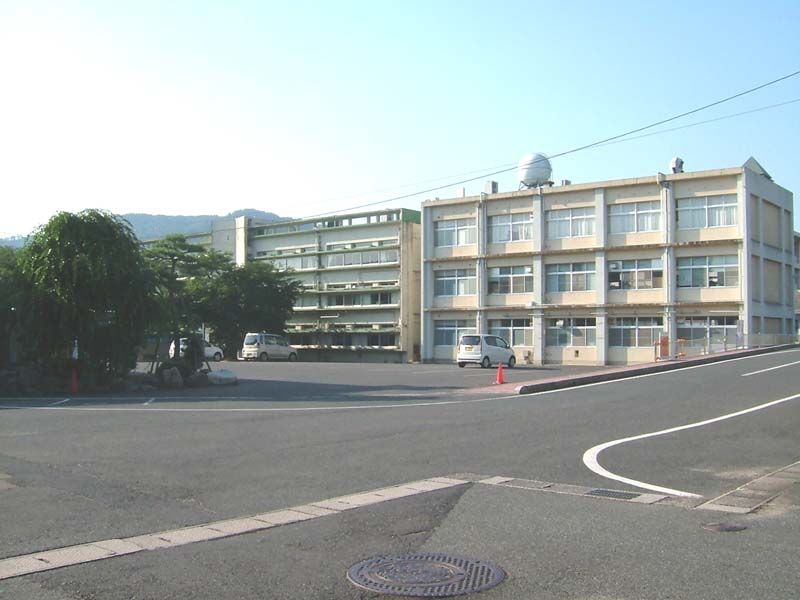
八頭高等学校

- 鳥取県立八頭高等学校 八頭町久能寺725番地

#### 中学校
- 八頭町立八頭中学校 - 八頭町郡家296番地

廃校
- 八頭町立中央中学校 （ - 2015年3月）
- 八頭町立船岡中学校 （同上）
- 八頭町立八東中学校 （同上）

#### 小学校
- 八頭町立郡家東小学校 - 八頭町稲荷310番地
- 八頭町立郡家西小学校 - 八頭町郡家541番地
- 八頭町立八東小学校 - 八頭町北山51番地
- 八頭町立船岡小学校 - 八頭町坂田11番地

廃校
- 八頭町立隼小学校 - 八頭町見槻中160番地（ - 2017年3月）
- 八頭町立大江小学校 - 八頭町下野331番地 （同上）
- 八頭町立丹比小学校 - 八頭町北山211番地 （同上）
- 八頭町立八東小学校（旧） - 八頭町東328番地 （同上）
- 八頭町立安部小学校 - 八頭町安井宿1346番地（同上）

## 交通

### 鉄道路線
- 中心となる駅:郡家駅

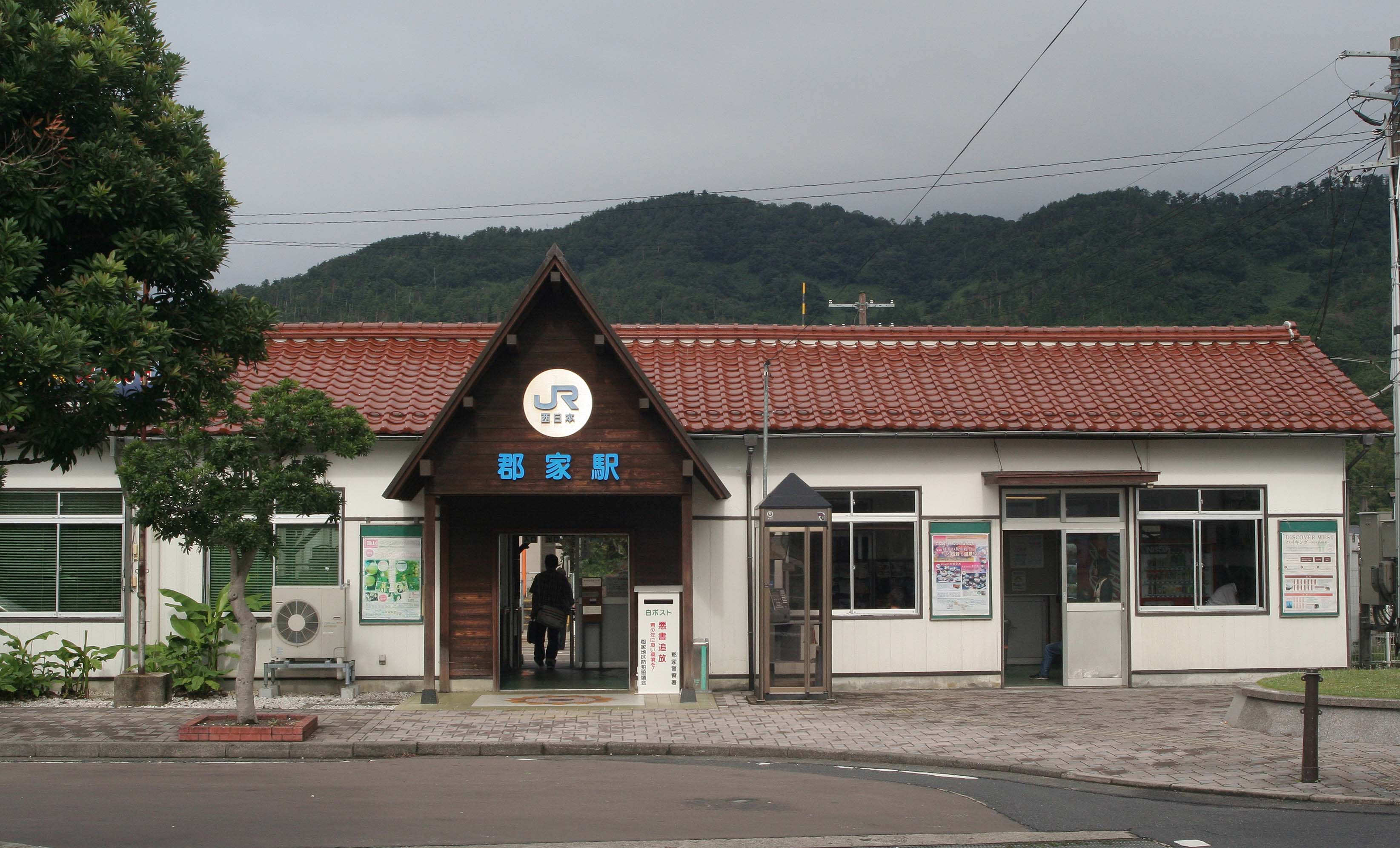
郡家駅（旧駅舎）

- 本庁舎は郡家駅、船岡庁舎は因幡船岡駅、八東庁舎は丹比駅が最寄りの駅である。
- 西日本旅客鉄道（JR西日本）
  - 因美線：東郡家駅 - 郡家駅 - 河原駅
- 若桜鉄道
  - 若桜線：郡家駅 - 八頭高校前駅 - 因幡船岡駅 - 隼駅 - 安部駅 - 八東駅 - 徳丸駅 - 丹比駅

### 路線バス
- 日本交通

### 道路
- 一般国道
  - 国道29号
  - 国道482号

- 都道府県道
  - 鳥取県道6号津山智頭八東線
  - 鳥取県道32号郡家鹿野気高線
  - 鳥取県道37号岩美八東線
  - 鳥取県道39号郡家国府線
  - 鳥取県道153号才代船岡線
  - 鳥取県道173号郡家停車場線
  - 鳥取県道175号八東停車場線
  - 鳥取県道229号米岡河原停車場線
  - 鳥取県道270号徳丸富枝線
  - 鳥取県道282号麻生国府線
  - 鳥取県道287号河原郡家線
  - 鳥取県道293号鳥取郡家線
  - 鳥取県道302号大坪隼停車場線
  - 鳥取県道321号志子部船岡線
  - 鳥取県道322号大江船岡線

## 情報通信

### 市外局番
市外局番は、0858(70～89) となっている。但し、天気予報は0857-177である。（市外局番0858の地域が鳥取県東部と中西部に複数存在するため。）
- 0858（70～89）エリア（郡家MA） - 鳥取市（河原・用瀬・佐治地域）・若桜町・智頭町・八頭町
  - NTT西日本
    - 郡家収容局（八頭町） 72（0～3、6～9千番台）、73（0千番台）、76（0、7千番台）
    - 郡家船岡収容局（八頭町） 73（6、8千番台）
    - 私都収容局（八頭町） 74（0、6千番台）、76（8千番台）
    - 八東収容局（八頭町） 76（4千番台）、84（1～3、6、8千番台）
    - 若桜収容局（若桜町） 76（5千番台）、77（3千番台）、82（0～2、5～6、8千番台）
    - 郡家池田収容局（若桜町） 83（0、6千番台）
    - 河原収容局（鳥取市） 76（3千番台）、77（2千番台）、85（0～3、5～9千番台）
    - 用瀬収容局（鳥取市） 76（2千番台）、87（2～3、6、8千番台）
    - 佐治収容局（鳥取市） 76（6千番台）、77（0千番台）、88（0千番台）、89（1千番台）
    - 智頭収容局（智頭町） 75（0～4、6、8千番台）、76（1、9千番台）
    - 那岐収容局（智頭町） 78（0、6千番台）
    - ひかり電話（収容局によらない） 71

  - その他
    - エネルギア・コミュニケーションズ 70
    - KDDI 79
    - ソフトバンクテレコム 80、86

  - 空き番号 81

### 郵便番号
郵便番号は以下の通りとなっている。
- 郡家郵便局:680-04xx、680-03xx
- 八頭郵便局:680-05xx
- 丹比郵便局:680-06xx

## 主要施設・観光地
- 八東ふる里の森
- 船岡竹林公園 - やずミニSL博物館
- 安徳の里姫路公園 - 安徳天皇資料館、上岡田五輪塔群
- りんご観光園
- 矢部家住宅 - 国の重要文化財
- 白兎神社と青龍寺 - 神話「因幡のしろうさぎ」　ゆかりの地を訪ねて
- 土師百井廃寺塔跡
- 大江ノ郷自然牧場

## 祭り・芸能
- 安藤祭　京都伏見の長建寺 (京都市)から勧請した弁財天と安藤伊右衛門に感謝する祭
- 下船岡神社神幸祭
- 水口浄瑠璃人形芝居
- 麒麟獅子舞（安井宿の春まつり）

## 歴史・伝承
- 大国主と天照大神を案内した因幡の白兎伝説　因幡は天照大神の伝承・神蹟が全国一、色濃く残る。
- 応神天皇行宮伝承、安徳天皇・後醍醐天皇行宮遺跡
- 万代寺遺跡 - 八上郡 (鳥取県) の郡衙跡と推定されている。
- 花山法皇行幸地、私都（きさいち）の覚王寺 - 私都は瀬織津姫を祀る神社が多く、それが瀬織津姫関連地を行幸していた花山法皇が行幸した理由と考えられる[8]。
- 安徳天皇が壇ノ浦の合戦後も生き延びていたという伝承がある。2年後に帝は亡くなり、墓とされる上岡田五輪塔群がある[9]。

## 出身人物
- 石破茂（政治家、第102代内閣総理大臣）
- 石破二朗（官僚、政治家、元鳥取県知事）
- 楠城嘉一（隼村出身、鳥取市長）
- 古井喜実（官僚、政治家）
- 前田幸蔵（公認会計士、税理士、元日本税理士会連合会会長）
- 新野幸次郎（経済学者、神戸大学名誉教授）
- 森下広一（バルセロナ五輪 男子マラソン銀メダリスト)
- 佐藤雅子（ロンドン五輪 ホッケー女子「さくらジャパン」日本代表)
- 吉田君太郎（政治家、農業従事者、元安倍村長）
- 吉田四郎（実業家、元旭硝子常務）
- 森田虎次郎（教育者、元泰明小学校校長）